# Andrei Agius
Andrei Agius, né le 12 août 1986 à Pietà à Malte, est un footballeur international maltais, évolue au poste de défenseur à Hibernians FC.

## Biographie

### Sélection
Andrei Agius est convoqué pour la première fois par le sélectionneur national Dušan Fitzel pour un match amical face à la Moldavie le 25 février 2006 (défaite 2-0). Le 14 août 2012, il marque son premier but en équipe de Malte lors d'un match amical face à Saint-Marin (victoire 3-2).
Il compte 78 sélections et 4 buts avec l'équipe de Malte depuis 2006.

## Statistiques

### Buts en sélection
Le tableau suivant liste tous les buts inscrits par Andrei Agius avec l'équipe de Malte.

## Palmarès
- Championnat de Malte : 2015 et 2017